# Lekta
Lekta (ros. Лекта) – wieś (ros. деревня, trb. dieriewnia) w zachodniej Rosji, w sielsowiecie skoworodniewskim rejonu chomutowskiego w obwodzie kurskim.

## Geografia
Miejscowość położona jest 4 km od centrum administracyjnego sielsowietu skoworodniewskiego (Skoworodniewo), 23,5 km od centrum administracyjnego rejonu (Chomutowka), 91 km od Kurska.
W granicach miejscowości znajduje się 19 posesji.

## Historia
Do czasu reformy administracyjnej w roku 2010 wieś Lekta wchodziła w skład sielsowietu mieńszykowskiego, który w tymże roku został włączony w sielsowiet skoworodniewski.

## Demografia
W 2015 r. miejscowość zamieszkiwało 15 osób.